# Pieśń Wessobruńska

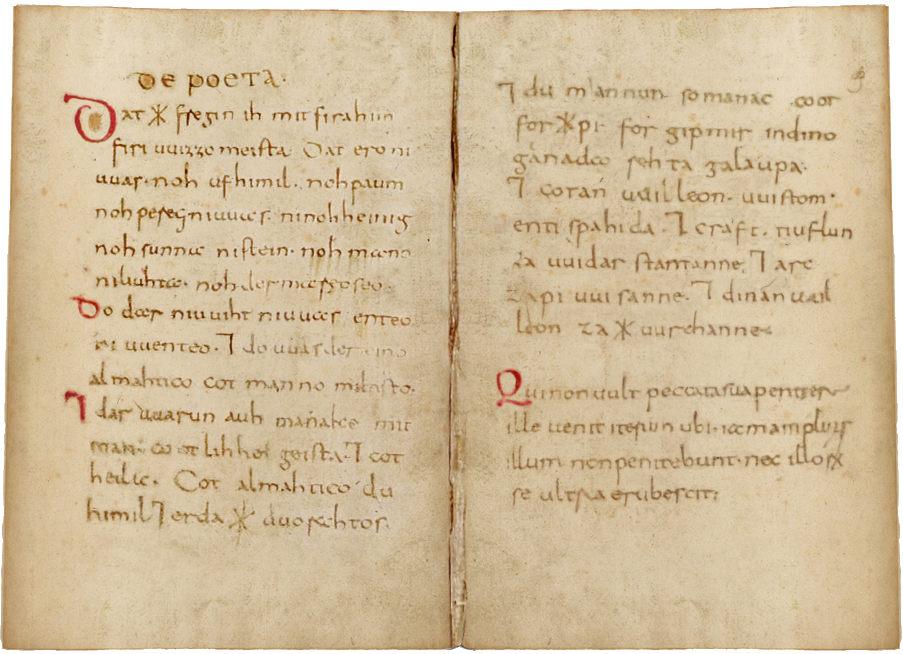
Fragment rękopisu

Pieśń Wessobruńska (Wessobrunner Lied, Wessobrunner Gebet) – utwór poetycki napisany w języku staro-wysoko-niemieckim w systemie aliteracyjnym. Jego zapis pochodzący z pierwszych dziesięcioleci IX w. odnaleziono w bawarskim klasztorze w Wessobrunn. Przypuszcza się, że oryginał powstał pod koniec VIII w. w Fuldzie.
Utwór liczy tylko 9 linijek i jest przerwany w środku zdania. Autor stara się w nim przekonać słuchaczy, iż świat miał początek, a jedyną ponadziemską wieczną istotą jest Bóg który go stworzył. Jest to zrozumiałe ponieważ dawni Germanie uważali że świat jest wieczny, niestworzony, a ich bogowie nie byli wieczni lecz zostali stworzeni, zatem nie mogli być starsi od niego.
Po pieśni zapisano krótką modlitwę (najstarszą w języku storo-wysoko-niemieckim) nawiązującą tematycznie do stworzenia przez Boga nieba i ziemi.

## Fragment
"Dowiedziałem się tego od ludzi jako największego cudu, iż ziemi nie było, ani na górze nieba, ani żadnego drzewa, ani góry, ani słońce nie świeciło, ani księżyc nie świecił, ani [nie było] wspaniałego morza. Kiedy tam nigdzie nic nie było na krańcach i końcach, był jednak jedyny, wszechmocny Bóg, najłagodniejszy z mężów, i były tam też przy nim różne wspaniałe duchy".